# Битва біля Ла-Плати
Битва біля Ла-Плати (англ. Battle of the River Plate) — перша морська битва часів Другої світової війни, що сталася між бойовими кораблями Королівського британського флоту та Крігсмаріне у водах Південної Атлантики. Німецький важкий крейсер «Адмірал граф Шпеє» класу «Дойчланд» вів у південній півкулі, куди він вийшов ще до розв'язання Другої світової війни, активні рейдерські операції, потопивши або захопивши при цьому 9 британських суден. На перехоплення рейдера були спрямовані серйозні сили Королівського флоту Великої Британії, зокрема Південноамериканське з'єднання, флагманом якого був важкий крейсер «Камберленд» на чолі з комодором Генрі Гарвудом.
13 грудня 1939 року крейсер «Адмірал граф Шпее» на відстані 150 миль від естуарію (гирла) річки Ла-Плата виявив кораблі, які помилково прийняв за транспортний конвой союзників. До складу групи входили британські важкий крейсер «Ексетер» та легкий «Аякс», а також новозеландський легкий крейсер «Ахіллес». Своєю чергою британці з новозеландцями вважали, що виявили транспортне судно, що прямувало до Аргентини.
О 6:15 «Адмірал граф Шпее» першим відкрив вогонь зі своїх гармат. У запеклій битві, що зав'язалася, британський «Ексетер» дістав серйозних пошкоджень, і був змушений повернути на Фолклендські острови. У «Ахіллеса» та «Аякса» результати ураження ворожої артилерії не були настільки великими й вони продовжували переслідування німецького важкого крейсера. Однак, німецький важкий крейсер, після отримання 17 влучень 6-дюймових та двох 8-дюймових снарядів британського флоту, втік з поля битви до нейтрального порту Монтевідео. 82-хвилинний бій між кораблями не визначив жодну зі сторін переможцем, усі крейсери були пошкоджені. Британські кораблі зазнали втрату 72 загиблих моряків (серед них два новозеландці), німці втратили 36.
17 грудня німецький корабель відступив, і після того, як його команда залишила борт, був підірваний та затоплений екіпажем неподалік від гирла річки Ла-Плата. Такий драматичний фінал битви через знищення німецького крейсера власною командою перетворив битву на головну перемогу Королівського флоту Британії — і значний моральний стимул для Сполученого Королівства.

## Історія

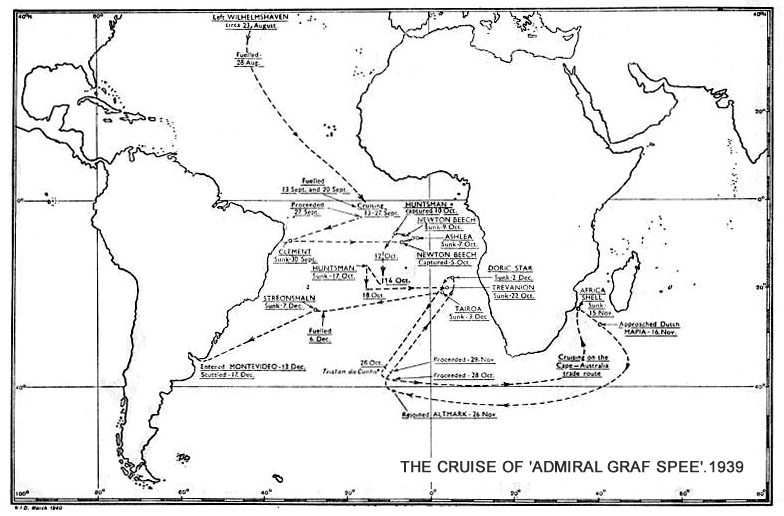
Схема рейдерського походу восени 1939

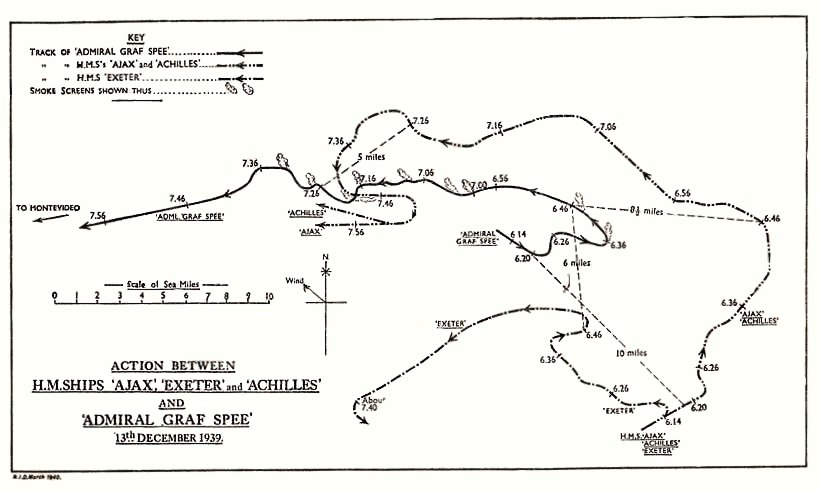
Схема битви біля Ла-Плати

### Передумови
21 серпня 1939 року німецький важкий крейсер, а за кваліфікацією британців «кишеньковий» лінкор, «Адмірал граф Шпеє» вийшов під командуванням капітана-цур-зее Ганса Лангсдорфа з ВМБ Вільгельмсгафен за планом розгортання Крігсмаріне в Атлантичному океані. Крейсер вирушав до південної Атлантики, де на нього чекало судно постачання «Альтмарк», призначене для роботи в парі з «Шпеє» в ході воєнних дій. 24 серпня з бази Вільгельмсгафен вийшов однотипний крейсер «Дойчланд», який взаємодіючи з танкером «Вестервальд» вирушав на визначену позицію на південь від Гренландії.
26 вересня капітан Лангсдорф отримав наказ розпочати бойові дії. З 30 вересня по 7 грудня було захоплено 9 британських кораблів загальним тоннажем 50 089 тонн, при чому жоден британський матрос не загинув, через сувору вимогу німецького капітана зняти з суден усіх членів екіпажу, і лише потім затоплювати вороже судно. 6 грудня 303 полонених члени екіпажів були пересаджені на «Альтмарк» під час заправляння крейсера. Перед поверненням на базу капітан вирішив пройти вздовж узбережжя Південної Америки.
Для ліквідації загрози Королівський військово-морський флот сформував дев'ять оперативних груп для пошуку нахабного рейдера, до складу яких номінально увійшли 3 лінійних крейсери — британський «Рінаун», французькі «Дюнкерк» і «Страсбург», авіаносці «Арк Ройял», «Гермес» і «Ігл», 9 важких і 5 легких крейсерів, не рахуючи десятки інших бойових одиниць (аж до лінкорів), які охороняли трансатлантичні конвої. Південноамериканська крейсерська ескадра, або оперативна група «G», на чолі з флагманом, важким крейсером «Камберленд» (10 740 т) типу «Каунті» з вісьмома 203-мм гарматами в чотирьох баштах, мала у своєму складі важкий крейсер «Ексетер» типу «Йорк» (8 520 т) з шістьма 203-мм гарматами у трьох баштах і двома легкими крейсерами типу «Ліндер»: «Аякс» і «Ахіллес» (7 390 т), обидва з вісьмома 152-мм гармати. Оперативна група «G» була під командуванням командора Генрі Гарвуда. Так сталося, що у період до і безпосередньо під час битви «Камберленд» перебував на Фолклендських островах у Порт-Стенлі на нетривалому технічному ремонті.
2 грудня британські кораблі перехопили радіоповідомлення суховантажного судна «Дорнік Стар», що був затоплений внаслідок атаки німецького рейдера західніше берегів Південної Африки. Комодор Гарвуд вважав, що крейсер «Шпеє» спробує завдати наступного удару по торгових комунікаціях поблизу гирла річки Ла-Плата між Уругваєм та Аргентиною. Він наказав своїй ескадроні вирушати у напрямку 32° на південь, 47° на захід до найбільш перевантаженої частини судноплавних маршрутів у Південній Атлантиці, в місці, де рейдер може завдати найбільшої шкоди судноплавству.
12 грудня три доступні крейсери групи «G» вийшли до естуарію річки і розпочали маневри. У той же час «Шпеє» слідував 20-вузловим ходом практично в ту ж точку.

### Хід битви
13 грудня о 05:20 британська ескадра рухалася по курсу 060° на 14 вузлах з «Аяксом» в голові на відстані 390 миль (720 км) на схід від Монтевідео. О 05:52 німецькі спостерігачі доповіли про те, що прямо попереду по курсу видно верхівки щогл. Капітан-цур-зее Лангсдорф наказав дати повний хід. О 06:10 дим німецького «фон Шпеє» був помічений англійцями. Гарвуд наказав командиру «Ексетеру» з'ясувати, який корабель виявлений по курсу. О 06:16 британський важкий крейсер подав сигнал: «Я думаю, що це „кишеньковий“ лінкор», і капітан «Ексетера» наказав підняти прапор — «Ворог на виду». «Адмірал граф Шпеє» вже бачив щогли й ідентифікував «Ексетера», але спочатку прийняв два легких крейсери за есмінці і що британські кораблі захищають торговий конвой, знищення якого стане головним призом для рейдера.
Оскільки розвідувальний літак «Адмірала граф Шпеє» Ar 196 вийшов з ладу, Лангсдорф поклався на результати спостереження власних спостерігачів. Попри тому, що 4 грудня він отримав доволі точний аналіз від німецького військово-морського штабу про підвищену активність британського флоту поблизу річки Ла-Плата, зокрема про те, що «Камберленд», «Ексетер», «Аякс» і «Ахіллес» патрулюють узбережжя Південної Америки, капітан вирішив ув'язатися в бій.
Лангсдорф занадто пізно зрозумів, що перед ним три крейсери. Він наблизився на швидкості 24 вузлів до ворожої ескадри з надією першим атакувати британські кораблі перш ніж вони зможуть перейти від крейсерської швидкості до максимальної. Ця стратегія може здатися незрозумілою помилкою: Лангсдорф, можливо, маневрував, щоб утримувати британські кораблі на відстані, де він міг їх знищити своїми 283-мм гарматами, залишаючись поза зоною досяжності британських 6" та 8" гармат. З іншого боку, він знав, що британські крейсери мають перевагу у швидкості в 4–6 вузлів над німецьким крейсером і, в принципі, можуть залишатися поза зоною дії його гармат головного калібру, якщо вони вирішать це зробити; стандартна крейсерська тактика при зіткненні з могутнішим противником, з метою виграти час та дочекатися підходу підкріплення.
Британські кораблі поділилися на дві групи, почавши реалізовувати свій план бою: «Ексетер» повернув на північний захід, а «Аякс» і «Ахіллес», діючи разом, повернули на північний схід, щоб обійти німецький крейсер з іншого боку.
О 06:18 «Адмірал граф Шпеє» з відстані 17 км здійснив перший залп з шести 283-мм гармат головного калібру по «Ексетеру». О 06:20 той відкрив вогонь у відповідь, о 06:21 — «Ахіллес», о 06:22 — другий залп здійснили кормові гармати «Ексетера», та о 06:23 стрілянину почав «Аякс».

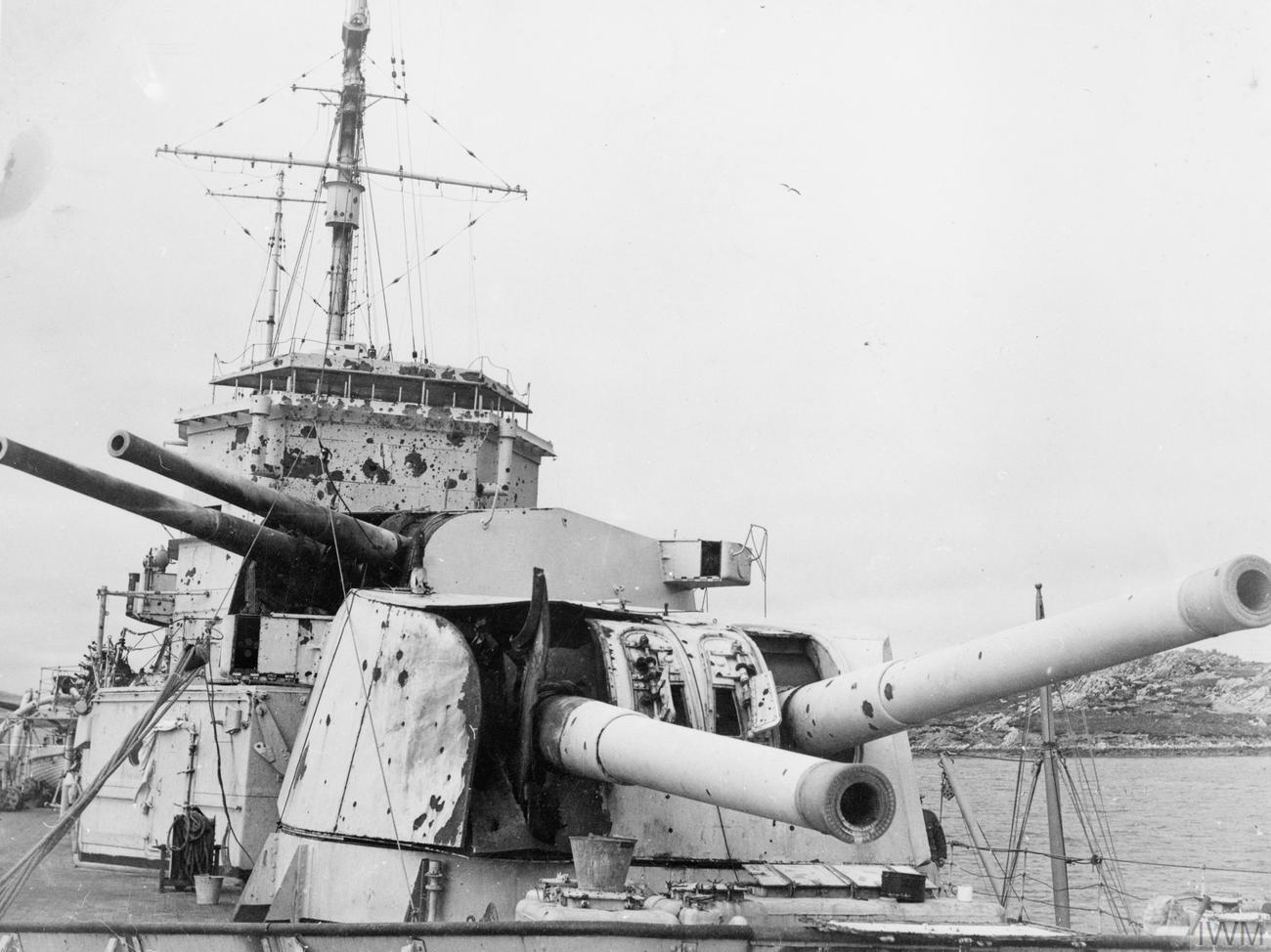
Пошкодження на британському важкому крейсерові «Ексетер» після битви

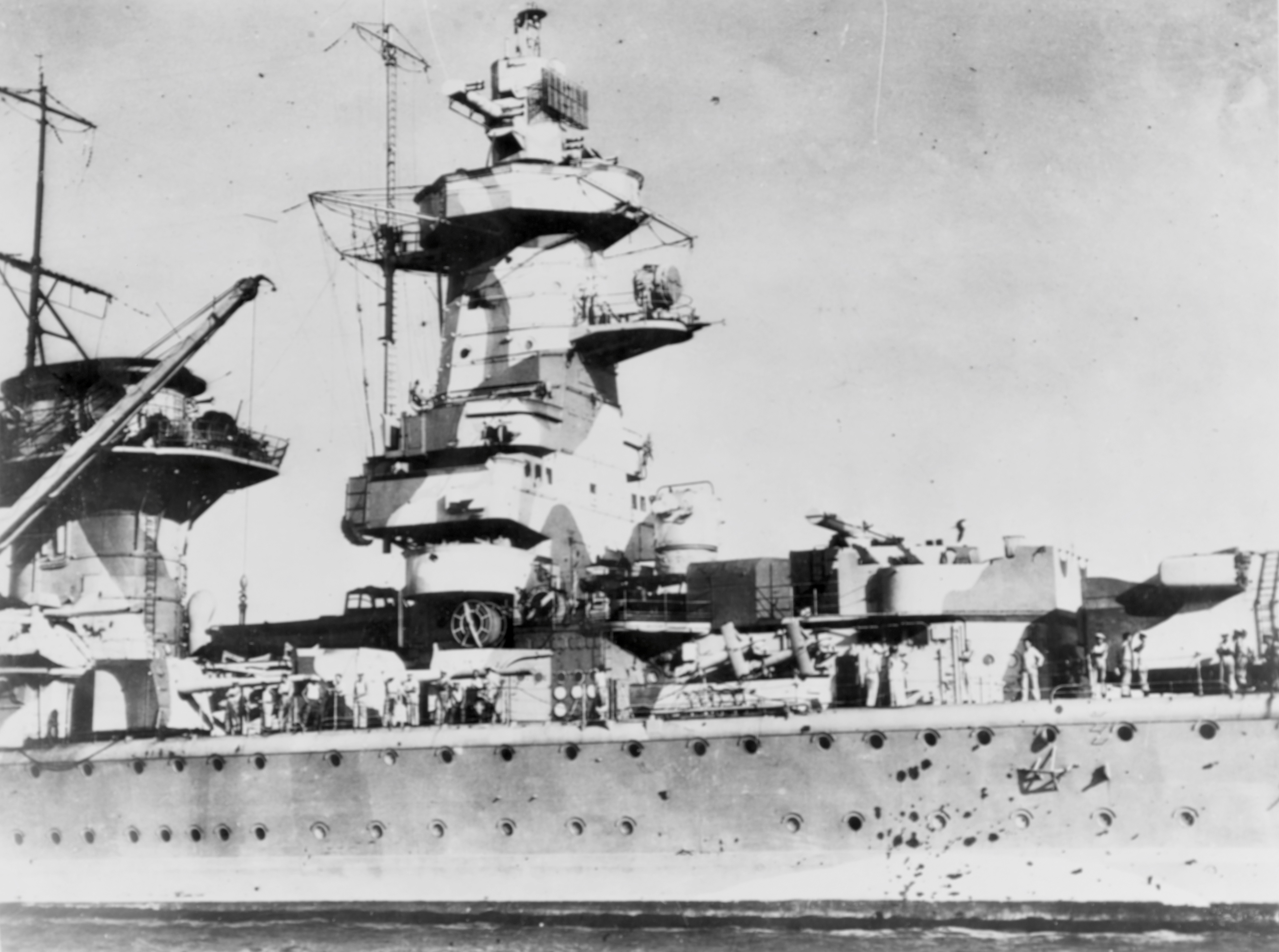
Пошкодження на німецькому важкому крейсерові «Адмірал граф Шпеє» після битви

З моменту початку артилерійської дуелі обидві сторони доволі швидко здобули перші влучення. Третій залп «Адмірала граф Шпеє» влучив точно в правий борт «Ексетера». В результаті наступних уражень «Ексетер» отримав кілька влучень, були зруйновані друга носова башта, командирський місток, прожектори корабля та палубний біплан «Валрус», виведені з ладу зв'язок і механізми управління рулями. Шрапнеллю було вбито або поранено весь персонал командирського мостику, окрім капітана та двох моряків. У багатьох відділеннях корабля спалахнули пожежі, а сам він отримав крен на правий борт. Але, з уцілілих гармат британським артилеристам вдалося влучили «фон Шпеє» в правий борт.
Тим часом, «Аякс» і «Ахіллес» підійшли на відстань 12 км до ворожого корабля і вступили в бій. О 06:37 «Аякс» запустив з катапульти свій палубний поплавковий гідролітак «Сіфокс». О 06:38 «Ексетер» розгорнувся, намагаючись застосувати свої торпедні апарати, і відразу був двічі уражений 283-мм снарядами німців. Одним снарядом було виведено з бою башту «А», другий увійшов у корпус і спричинив пожежу всередині. Коли о 7:16 рейдер повернув на південь, маючи намір добити «Ексетер», легкі крейсери «Аякс» і «Ахіллес» стріляли так точно і ефективно, що двома снарядами вивели з ладу систему керування артилерійським вогнем на ньому. Вогнем у відповідь німці завдали збитку легких крейсерам (один 280-мм німецький снаряд вивів з ладу кормові башти на «Аяксі», а інший зніс його щоглу), але обидва кораблі наполегливо продовжували його переслідувати, на час зникаючи з поля зору. «Граф Шпее» відстрілювався, економлячи боєзапас. Близько 22:00, втративши британців з виду остаточно, Лангсдорф зробив фатальну помилку, не повернувши на південь, що дало б йому можливість піти в простори Атлантики. «Ексетер», що ще о 07:40 через отримані ушкодження вибув з бою, одним своїм влучним ураженням німецького корабля вивів з ладу паливну систему, залишивши «Граф Шпее» із запасом пального лише на 16 годин ходу.
Близько 00:10 14 грудня «Адмірал граф Шпеє» увійшов до Монтевідео в нейтральному Уругваї, де кинув якір.
З чисто технічної сторони бій біля Ла-Плати можна вважати перемогою «кишенькового лінкора». Два 203-мм і 18 152-мм снарядів, що влучили в німецький важкий крейсер, не заподіяли йому фатальних ушкоджень. Корабельна артилерія головного калібру німецького рейдера залишилася повністю боєздатною: попри три прямих 6-дюймових влучення в башти, бронювання виявилося настільки надійним, що вони навіть тимчасово не припиняли стрільби. Сильніше постраждала допоміжна корабельна артилерія: одне 150-мм гармата повністю вийшла з ладу, а підйомники подачі боєзапасу до інших були пошкоджені. З трьох 105-мм установок боєготовими залишилася тільки одна. Були також незначні затоплення через пробоїни в обшивці в носовій частині, проте корабель не мав ні крену, ні диференту, а його енергетика перебувала в робочому стані. З майже 1200 осіб екіпажу 1 офіцер і 35 матросів були вбиті, і ще 58 отримали рани і отруєння, в більшості своїй легкі.

### Затоплення «Адмірала граф Шпеє»
За оцінкою спеціалістів для ремонту корабля буде потрібно не менше двох тижнів, але за вимогами 13 Гаазької конвенції бойовий корабель мав право перебувати в нейтральному порту не більше ніж 24 години. Англійська та французька дипломатичні місії робили все можливе, щоб якомога довше протримати пошкоджений корабель у Монтевідео, до прибуття капітальних британських кораблів. Одночасно британська агентура розгорнула активну діяльність, намагаючись переконати противника, що на виході з Ла-Плати на «Адмірал граф Шпеє» чекає британське З'єднання Н. Поширювалися чутки, що поблизу Південної Америки вже бачили лінійний крейсер «Рінаун» і авіаносець «Арк Ройял». О 22:00 14 грудня до «Аякса» і «Ахіллеса», що тримали під контролем виходи з гирла Ла-Плати, підійшов флагман оперативної групи важкий крейсер «Камберленд».

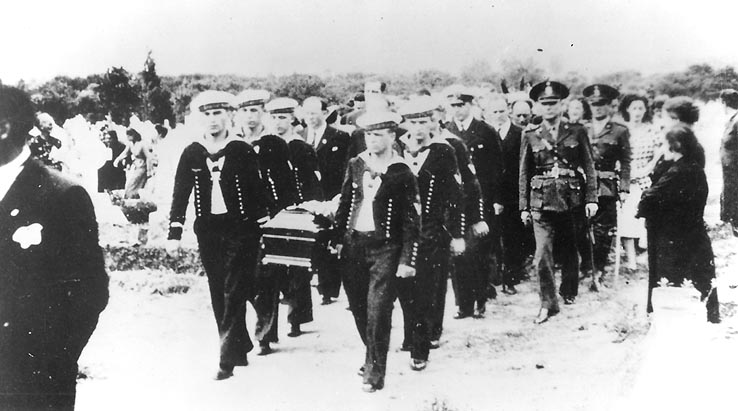
Похорон капітана Лангсдорфа

Капітан Лангсдорф надіслав запит до Берліна, повідомивши, що внаслідок блокади прорив безнадійний. 17 грудня він отримав від адмірала Редер телеграму, де йому було рекомендовано по можливості прорватися до Буенос-Айреса, але в жодному разі не допускати інтернування корабля Уругваєм. У разі ухвалення рішення про затоплення, забезпечити виведення корабля з ладу.
Зранку 17 грудня капітан-цур-зее Лангсдорф ухвалив рішення і наказав терміново приступити до руйнування системи керування вогнем. Усі точні прилади, замки гармат, важливі документи знищувалися встановленим порядком. Одночасно корабель підготовлювали до підриву. Основну частину команди (900 осіб) перевели на судно «Такома». Близько 18.00 на щоглах замайоріли величезні прапори зі свастикою, і «Шпее» відійшов від причалу. За його останнім виходом з набережної Монтевідео спостерігав величезний натовп, який ймовірно досягав понад 200 000 людей, що сподівалися побачити справжній морський бій поблизу столиці Уругваю. Однак, німецький корабель пройшов фарватером і приблизно в 4 милях від берега кинув якір. Близько 20:00 прозвучало 6 вибухів основних зарядів. Корабель сів на ґрунт, на ньому почалися сильні пожежі, але міцна конструкція пручалася досить довго. Вибухи і пожежі на «Адміралі граф Шпеє» тривали протягом 3 днів.

### Подальші події
Після затоплення крейсера капітан Лангсдорф був доставлений у Морський готель в Буенос-Айресі. 20 грудня він написав «Тепер я можу довести тільки своєю смертю, що заради боротьби з ворогами Третього рейху, за честь прапора я готовий померти. Я один несу відповідальність за затоплення кишенькового лінкора „Адмірал Граф Шпеє“. Я щасливий заплатити своїм життям за свою честь і за честь прапора. Я зустрінуся віч-на-віч зі своєю смертю, з твердою вірою в майбутнє нації і мого фюрера.»
Потім він обернувся в прапор крейсера «Адмірал граф Шпеє» і застрелився, уникнувши будь-яких звинувачень у боягузтві. Похований у німецькій секції кладовища Ла-Чакаріта в Буенос-Айресі, Аргентина, і був удостоєний честі обома сторонами за хоробрість і відвагу в бою. 2007 року у місті Ейджакс, Канада, названому на честь британського крейсера, який брав участь у бою з «Адміралом граф Шпеє», одна з вулиць була названа на честь Лангсдорфа — Лангсдорф-Драйв. В цьому ж самому місті є також вулиці, названі на честь британських моряків, які брали участь в цьому бою.
22 грудня 1939 року понад 1000 матросів «Адмірала граф Шпеє» були доставлені до Буенос-Айреса й інтерновані там; щонайменше 92 були переведені протягом 1940 року в табір у Росаріо, частина була переведена до «Клаб-Готель де ла Вентана» в провінції Буенос-Айрес, а інша група — до Вілла Генерал Бельграно, маленькому містечку, заснованому німецькими іммігрантами в 1932 році. Деякі з цих моряків пізніше оселилися там. Після війни багато німецьких моряків оселилися на постійній основі в різних районах Уругваю, деякі повернулися після репатріації до Німеччини.
Водночас, аргентинська влада поверхнево ставилася до того, що переважна більшість німецьких офіцерів «Адмірала граф Шпеє», відпущених «під чесне офіцерське слово», різними, іноді дуже непростими шляхами пробралися до Німеччини, щоб продовжити свою участь у подальших бойових діях. Так, головний артилерійський офіцер «кишенькового лінкора» Пауль Ашер встиг зайняти аналогічну посаду на лінкорі «Бісмарк». Його снаряди вразили лінійний крейсер «Худ», а через добу сам Ашер загинув разом зі своїм новим кораблем.
Три моряки, вбиті на борту «Ахіллеса», були поховані на британському кладовищі в Монтевідео, а загиблих на «Ексетері» поховали в морі.

## Відео
- Battle of the River Plate 1939: Minute-by-Minute DOCUMENTARY [Архівовано 25 квітня 2020 у Wayback Machine.]